# Ivana Lončarek
Ivana Lončarek (8 de abril de 1991) es una deportista de Croacia que compite en atletismo. Ganó una medalla de plata en el Campeonato Europeo de Atletismo por Equipos de 2019, en la prueba de 100 m vallas.